# 麴

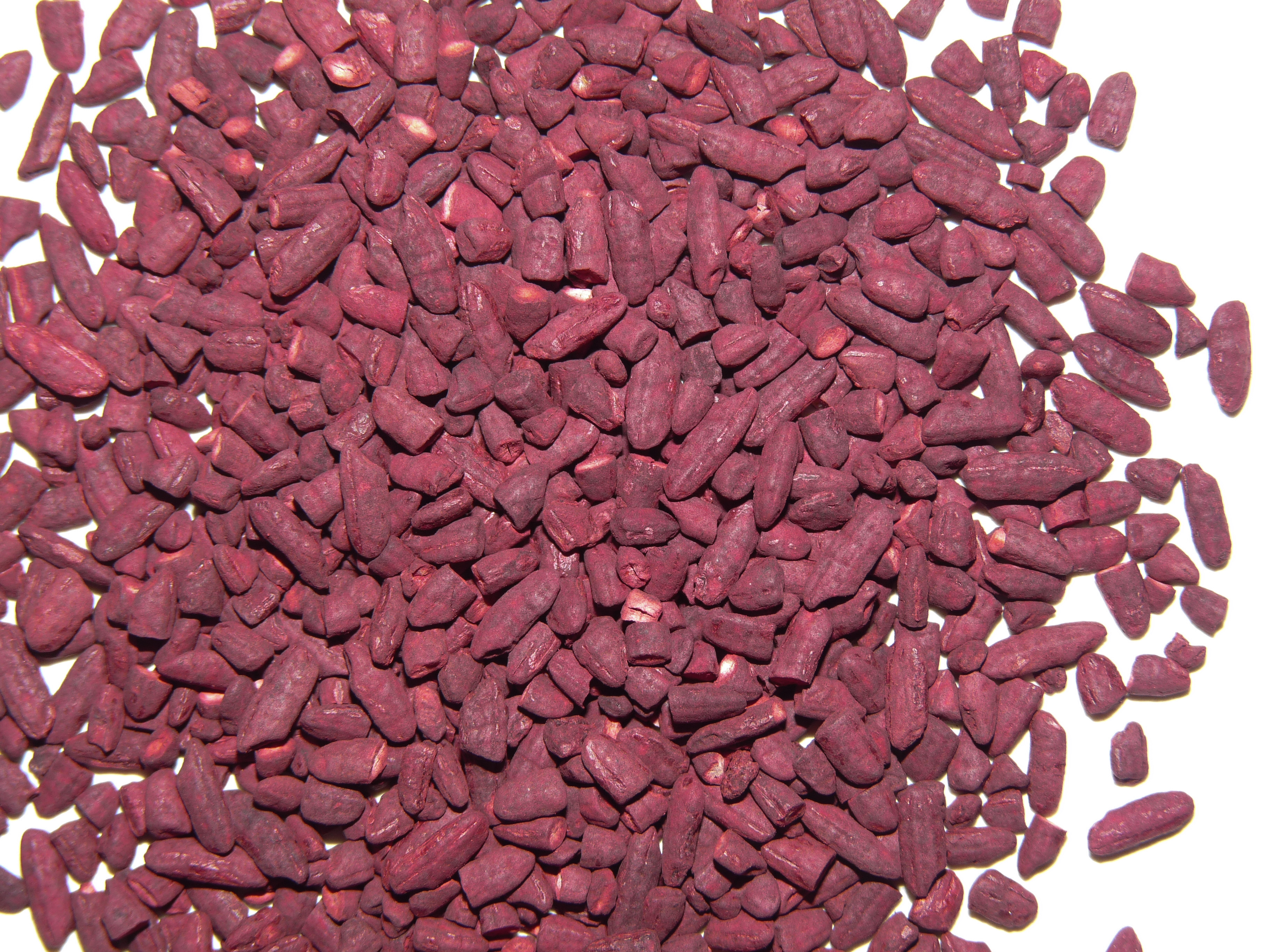
紅麴

，又称麯、麴糵，酿酒中称酒母，是米、糯米、小麦、大麦、黑麦、燕麦、豆类等粮食作物，及其外皮碾磨而成的白色粉末米糠或麦麸受到麴黴菌等微生物感染，经醱酵使微生物有效繁殖而得到的产品，广泛应用於白酒、黄酒、清酒、醋、酱油、甜面酱、湿仓普洱茶、味噌、泡盛和醪糟等发酵食品中，是东亚、东南亚及喜马拉雅地区特有的醱酵技術。

## 历史
目前已知的最早记载麴的文字是《尚书·说命下》中的“若作酒醴，爾惟麴糵；若作和羹，爾惟鹽梅。”其中麴糵指的是酒麴，“梅”指的是醋。北魏时代，贾思勰的《齐民要术》中首次全面总结了酿酒和酿醋的技术。到了宋代，制麴技术已经达到相当完善的地步，酿酒业繁荣发展。现代，人们利用生物工程和发酵工程使麴在酦酵中更广泛的应用，麴酦酵技术更加系统化、科学化。

## 分类
麴有很多种类，主要包括大麴、小麴（根霉麴、饼麴）、红麴、米麴（散麴）、麦麴、麸麴、黑麴、黄麴、豆麴等，其中大麴、小麴、红麴、麦麴和麸麴是酿酒使用的5种主要酒麴。红麴是一种健康食品，广泛用于制酒、食品上色、烹调和中药；黑麴用于制醋和生产柠檬酸；小麴用于制醪糟；米麴用于制黄酱和甜面酱；大豆麴可制酱油。日常生活中谷物发霉而生长的黄麴中含有致癌物质黄麴毒素，一定要避免食用。不过现在已有专门用于发酵工程的黄麴霉菌，是经过筛选的无害菌种，可以放心食用。
传统上，麴按原料、处理方法、形态、添加物和微生物来源分类，各个分类法互有交叉，较为混乱。酿酒时，麴黴和酵母通常一起使用。

## 制作方法
麴以不同用途的麴菌孢子作種麴，用米粉、蒸熟的米饭或熟大豆等作原料醱酵製成，以酒麴為例。传统酒麴的制法是天然接种微生物，因此有可能多种麴菌混杂在一起，比较有名的种类包括乌衣红麴和黄衣红麴，其中乌衣红麴是由红麴霉、黑麴霉和酵母共生而制成。
现代酿酒工业使用的麴一般是纯种酒麴，利用生物工程技术，筛选出所需的高品质微生物进行醱酵，用于批量生产。

## 使用方法
1. 用作发酵原料，可制作醪糟和味醂，发酵时要保证微生物活性。
2. 制作用于接种的種麴。
3. 用于发酵工程。通常在发酵过程中加入水和盐，微生物会大量繁殖，产生各种酶，约20天后停止发酵，高温灭菌[7]，获得微生物的代谢产物。黄酒、清酒、烧酒、酱油和黄酱一般采用此法。
4. 日本味噌制作兼有法1和法3的步骤，中部地方的豆味噌制法同法3，而日本其他地区的味噌用大豆作主料，一般用法1。近畿地方的白味噌和九州的麦味噌分别含有比例较高的米麴和麦麴，这两种麴是法3的重要原料，可以使味噌颜色更深。

## 所含酶
麴是菌丝密集似绒毯的麴霉菌感染谷物而得到的物质，因此在生长过程中会分泌出各种酶，可以高效率的催化产生淀粉、蛋白质、脂肪等低分子物质。

### 淀粉酶
淀粉是葡萄糖以α-1，4-糖苷键和α-1，6糖苷键聚合生成的一类多糖，麴霉菌产生的淀粉酶可水解淀粉，使麴有甜味。
酵母可将多糖转化生成酒精，麴霉菌可使淀粉水解生成葡萄糖和麦芽糖（麦芽糖是2分子葡萄糖以α-1，4-糖苷键结合而成的二糖），这两种真菌是酿酒中主要使用的微生物。
麴霉菌会大量向菌体外分泌α-淀粉酶、β-淀粉酶、α-葡萄糖苷酶和葡萄糖淀粉酶（γ-淀粉酶），可以使米和麦所含淀粉水解。
- α-淀粉酶：能水解淀粉中任意α-1，4-糖苷键，终产物是麦芽糖，但不能水解α-1，6糖苷键。
- β-淀粉酶：能作用於淀粉的非还原性末端，依次以麦芽糖为单位切割相隔的α-1，4-糖苷键，水解生成β-麦芽糖[8]，但不能水解α-1，6糖苷键。
- 葡萄糖淀粉酶：能作用於淀粉的非还原性末端，以葡萄糖为单位水解淀粉。可同时作用于α-1，4-糖苷键和α-1，6糖苷键，因此从底物中不能得到分子量相对小些的淀粉分子。
- α-葡萄糖苷酶：水解麦芽糖，生成葡萄糖。

### 蛋白酶
蛋白质是由多个氨基酸脱水缩合而成的多肽链盘麴折叠而成，而麴霉中的蛋白酶可以使粮食中的蛋白质水解成氨基酸和短肽可以增加食物的鲜味。

### 脂肪酶
脂肪是由甘油和脂肪酸脱水生成的脂类物质，用于制醋的黑麴霉中含有大量的脂肪酶。

## 麴种
发酵工业中所用的微生物主要有以下种和属：
- 紅麴霉屬（英语：Monascus）
  - 紅麴霉，又名紫色红曲霉、紫红曲霉
- 麴霉屬
  - 泡盛麴霉（日语：アワモリコウジカビ）
    - 河內黒麴霉（Aspergillus awamori var. kawachii）

  - 甘薯麴霉（Aspergillus batata）
  - 亮白麴霉（Aspergillus candidus），又名白曲霉
  - 黃麴霉
  - 河內白麴霉（Aspergillus kawachii）
  - 黑麴霉
  - 米麴霉
  - 醬油麴霉（Aspergillus sojae）
  - 宇佐美麴霉（Aspergillus usamii）
- 根霉屬
  - 少根根霉（英语：Rhizopus arrhizus），又名无根根霉
  - 日本根霉（Rhizopus japanicus），又名木根霉
  - 米根霉（英语：Rhizopus oryzae）
  - 匍枝根霉，又名黑根霉、面包霉
  - 東京根霉（Rhizopus tonkinensis），又名河内根霉
- 毛霉屬
  - 總狀毛霉（英语：Mucor racemosus）
  - 洛氏毛霉（Mucor roxii）
- 擬內孢霉屬（Endomycopsis）
- 木霉屬
- 脈孢菌屬

## 延伸阅读
[在维基数据编辑]